# Inge Theil
Inge Theil Nielsen (14. august 1936 – 28. marts 2012) var en dansk håndboldspiller og atletikleder.
Inge Theil blev dansk meter i håndbold 1956 med Frederiksberg IF.
Under sine ungdoms år i Frederiksberg IF dyrkede Inge Theil også atletik i nogle år. Hun kom tilbage til atletiken da hendes børn startede i Trongården IF i 1972. Først som ungdomstræner, senere også som ungdomsformand i Trongården. Har været leder i Sjælland og Københavns Atletik Forbund fra 1980'erne. Inge Theil er mor til Helle Theil og Flemming Theil. Hun er farmor til Andreas Theil Lundberg som spiller fodbold 2012 i Herlev 2 div. 2013 BK- Frem 2 div. og Louise Theil Lundberg går i KIF-Atletik og er dansk mester i hammerkast for 17-18 år 2012